# 史波斯頓號驅逐艦 (DD-173)
史波斯頓號驅逐艦（舷號DD-173）是一艘美國海軍建造的驅逐艦，為維克斯級驅逐艦的99號艦。她是美軍第一艘以史波斯頓為名的軍艦，以紀念美國內戰時期的海軍軍官約翰·史波斯頓（John G. Sproston）。
史波斯頓號在1918年於聯合鋼鐵廠開始建造，在同年下水，於1919年服役，其時第一次世界大戰已經結束。稍後史波斯頓號被派往太平洋執勤。1920年史波斯頓號改裝為佈雷艇，但在1922年便告退役。1937年史波斯頓號除籍，並作靶艦擊沉。